# Ivan Vazov

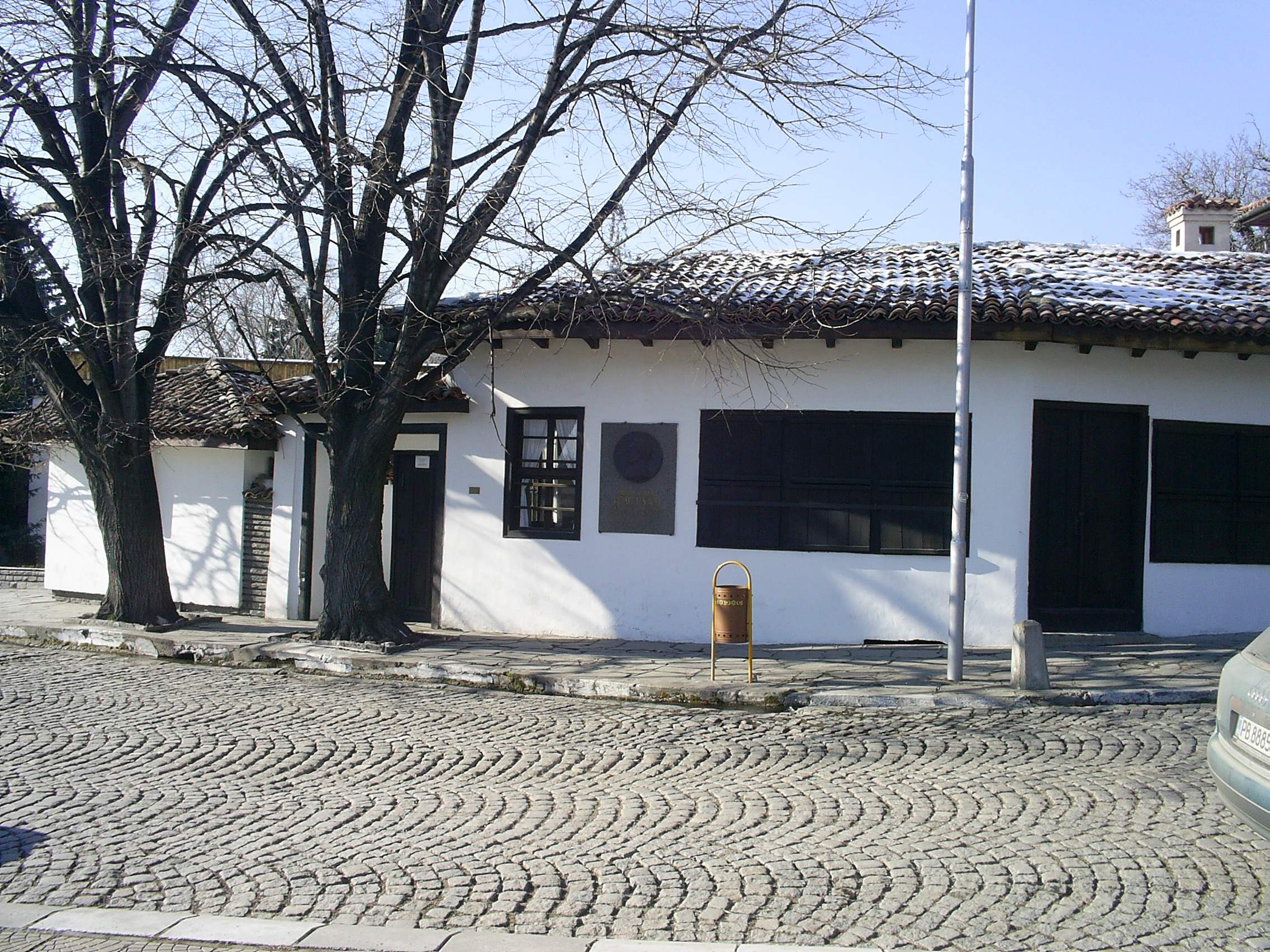
Vazov szülőháza

Ivan Mincsov Vazov, cirill betűkkel: Иван Минчов Вазов (Szopot, 1850. július 9. – Szófia, 1921. szeptember 22.) bolgár költő, író.

## Élete
Jómódú kereskedőcsalád fiaként született a török hódoltság ideje alatt. Könnyen tanult nyelveket, ezért édesapja úgy gondolta, hogy saját nyomdokába lépteti és fia lesz a kereskedőház vezetője. Ivan azonban a versírással akart foglalkozni. Megfordult Szentpétervárott, Németországban, Párizsban, Londonban. Hazatérte után tolmácsként dolgozott, később diplomata lett. Törökül, oroszul, németül, franciául és angolul jól beszélt. Külföldi útjai során a bolgár emigrációval is kapcsolatba került, harcra buzdító verseit gyakorta népdalok dallamára írta. 
Huszonhat éves volt, amikor Zászló és guzlica című első verseskötete külföldön megjelent. A felszabadulást váróknak lett a költője. 1878-ban Felszabadultunk címmel jelent meg újabb kötete. Több országban volt diplomata, majd bírósági elnök, de szerkesztett folyóiratokat is. 
A demokratikus Vazov szembe került Sztefan Sztambolovval, az új államfővel, aki ellenségének és felforgatónak tartotta őt. Ezért Vazov önkéntes száműzetés gyanánt Odesszába utazott, ahol orosz nyelvű cikkeket írt a helyi lapokba. Ekkor írta meg Iga alatt (más fordítás szerint Rabigában) címmel élete fő művét, a török uralom végéről szóló történelmi regényt. A könyv 1894-ben jelent meg Bulgáriában, hamarosan világsiker lett. Miután 1889-ben Sztambolov rendszere megbukott, Vazov is hazatért. Ötvenéves kora után már nem vállalt közhivatalt. 
1920-ban ünnepelte 70. születésnapját, ami egyben nemzeti ünnep is volt. A cártól, a kormánytól és az országgyűléstől megkapta „a nép költője” címet. Egy évvel később hunyt el.

## Magyarul
- Asszonyi szív; ford. Bilevicz Franciska; Bodnár István Könyvkiadó, Bp., 1943 (Szórakoztató regények)
- Visszajön?; ford. Bilevicz Vilma; Bodnár István Könyvkiadó, Bp., 1944 (Szórakoztató regények)
- Iga alatt; Szikra, Bp., 1950
- Rabigában. Regény; ford. Wessely László, bev. Ungvári Tamás; Új Magyar Kiadó, Bp., 1956 (A világirodalom klasszikusai)
- Ha sorsom úgy határoz. Válogatott versek; ford. Fodor András et al., vál. Ivan Nikolov; Európa, Bp., 1978
- És parazsából új tüzünk gyúl! Kisregények és elbeszélések; vál. Neli Hrisztova, ford. Csíkhelyi Lenke, Dudás Gyula, Szenczei László, utószó Ivan Nikolov; Európa, Bp., 1982
- Bujdosók. Kisregény; ford. Elena Batinkova, Kovács Gergely; Cédrus Művészeti Alapítvány–Napkút, Bp., 2015 (Remekírók retró)